# Lewistown (Pennsylvania)
Lewistown è un comune (borough) degli Stati Uniti d'America, situato nello stato della Pennsylvania, nella contea di Mifflin, della quale è il capoluogo.